# أولاد بدر
قرية أولاد بدر هي إحدى القرى التابعة لمركز الفتح في محافظة أسيوط في جمهورية مصر العربية. حسب إحصاءات سنة 2006، بلغ إجمالي السكان في أولاد بدر 5136 نسمة، منهم 2628 رجل و2508 امرأة.